# IPhone 3GS
iPhone 3GS je treća generacija Appleovog mobilnog telefona serije iPhone, najavljena na konferenciji WWDC 2009. s početkom prodaje 17. srpnja 2009. godine. Dolazi s verzijom operativnog sustava iPhone OS 3.0 u kojoj su sadržani značajna osvježenja u funkcionalnosti, između ostalog i podrška za MMS, kopiraj/zalijepi te vodoravna tipkovnica. Najnovija inačica operacijskog sustava na koju se iPhone 3GS može ažurirati je iOS 6.1.6.
iPhone 3GS je vizualno identičan prethodnoj generaciji 3G iPhone, jedina razlika je u tome što je nekoliko grama teži te zaslon koji sadrži poseban premaz protiv prljanja i mašćenja. Najviše se razlikuje po hardverskim poboljšanjima, između ostalog i procesoru na 600 Mhz (naspram 400 Mhz u starijim verzijama), 256 MB RAM, kameri od 3 megapiksela, digitalnom kompasu te poboljšanoj bateriji. Prodaja je počela 17. lipnja 2009. u 10 zemalja, a početkom srpnja i u svim ostalim zemljama. Cijena je približno ista kao i kod starijih generacija koje su se tada i dalje prodavale ali pod sniženim cijenama.

## Ostala svojstva
- UMTS/HSDPA (850, 1900, 2100 MHz)
- GSM/EDGE (850, 900, 1800, 1900 MHz)
- Wi-Fi (802.11b/g)
- Bluetooth 2.0 + EDR

## Tehničke karakteristike
- ARM Cortex-A8 na 600 MHz
- PowerVR SGX GPU
- zaslon veličine 3,5", rezolucije 320x480 točaka te 16M boja, s naprednom Multi-Touch tehnologijom koja omogućava prepoznavanje naredbi zadanih s više prstiju istovremeno
- tri različita senzora: proximity senzor koji gasi ekran u trenutku kada se telefon prinese uhu za štednju energije i sprječavanje slučajnih dodira; acceleratometer - žiroskopski senzor koji prati inklinaciju telefona i omogućava prilagodbu sadržaja na ekranu; senzor za svjetlo koji automatski prilagođava osvjetljenje ekrana okolnim uvjetima osvjetljenja
- 8, 16 i 32 GB memorije
- UMTS/HSDPA,GPRS, EDGE, Wi-Fi 802.11 b/g, Bluetooth 2.0, USB 2.0
- GPS chip koji zajedno s triangulacijom pomoću Wi-Fi i GSM repetitora tvori aGPS, za detaljnije lociranje na karti te zajedno s digitalnim kompasom daje dodatnu funkcionalnost
- HTML (Safari Browser), E-mail, Exchange i Push podrška
- 3 MPix kamera s autofokusom, video snimačem u VGA rezoluciji pri 30 FPS
- trajanje baterije: 6 sati razgovora na 3G mreži, 10 sati razgovora na 2G mreži, 300 sati na čekanju, 9 sati sufranja preko UMTS-a, 9 sati sufranja preko Wi-Fi-ja, sviranje videa 10 sati, 30 sati audio reprodukcije

## Poveznice
- iPhone
- 3G iPhone
- IPhone 4

## Vanjske poveznice
- Appleova web stranica o iPhoneu
- T-Mobile iPhone stranica  Arhivirana inačica izvorne stranice od 11. kolovoza 2011. (Wayback Machine)
- Magazin za iPhone korisnike  Arhivirana inačica izvorne stranice od 12. veljače 2018. (Wayback Machine)